# Alois Pfister

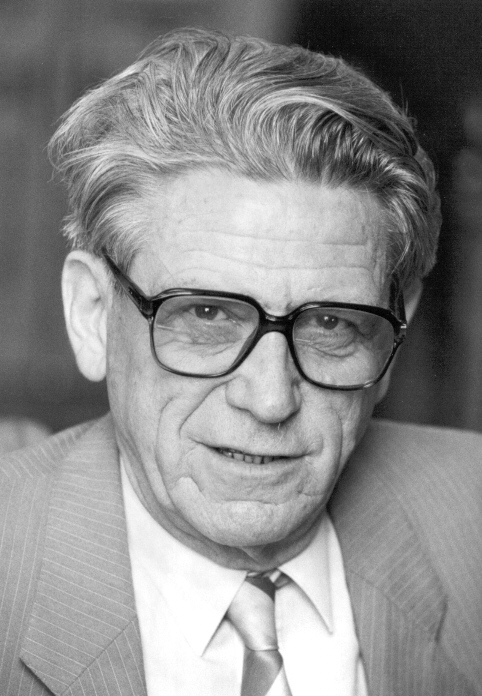
Alois Pfister

Alois Pfister (* 11. März 1921 in Tuggen; † 9. Oktober 2009 in Bern) war ein Schweizer Bundesrichter.

## Leben
Pfister absolvierte ein Rechtsstudium an der Universität Freiburg. Im Jahr 1945 erhielt er die Lizenz. Von 1945 bis 1946 war er Sachbearbeiter im kriegswirtschaftlichen Strafuntersuchungsdienst des Eidgenössischen Volkswirtschaftsdepartements. Ab 1946 war er als Mitarbeiter der Unterabteilung Strassenverkehr in der Polizeiabteilung des Eidgenössischen Justizdepartments tätig, ab 1961 war er Chef. 1969 war er Generalsekretär der Bundesversammlung. 1981 wurde er auf Vorschlag der CVP-Fraktion Bundesrichter. 1986 trat er zurück. Er war katholisch und verheiratet.